# Janusz Dobrowolski
Janusz A. Dobrowolski (ur. 6 maja 1942 w Rzeszowie) – polski specjalista z zakresu elektroniki i techniki, a w szczególności z zakresu teorii i techniki mikrofalowej, profesor zwyczajny.

## Życiorys
W roku 1955 ukończył szkołę podstawową, w 1959 Liceum Ogólnokształcące im. ks. Stanisława Konarskiego w Rzeszowie. W tym samym roku rozpoczął studia wyższe na Wydziale Łączności Politechniki Warszawskiej. W roku 1965 ukończył studia i uzyskał dyplom magistra inżyniera elektronika. W dniu 1 marca 1965 roku został przyjęty na staż asystencki w Katedrze Układów Elektronicznych PW, a rok później został asystentem. 
W roku 1973 ukończył rozprawę doktorską i uzyskał stopień doktora nauk technicznych nadany mu przez Radę Wydziału Elektroniki Politechniki Warszawskiej. Jego rozprawa doktorska była poświęcona analizie mikrofalowego generatora z diodą Gunna. Od października 1973 do sierpnia 1980 roku pracował na stanowisku asystenta w Instytucie Podstaw Elektroniki Politechniki Warszawskiej. W roku akademickim 1974/75 przebywał na stażu naukowym (postdoctoral fellow) w University of Manitoba, w Winnipeg w Kanadzie.
We wrześniu 1980 roku Rada Wydziału Elektroniki Politechniki Warszawskiej nadała mu stopień doktora habilitowanego nauk technicznych za rozprawę pt. „Komputerowe metody projektowania obwodów mikrofalowych”. Również we wrześniu 1980 roku został powołany na stanowisko docenta w Politechnice Warszawskiej. Od 1979 do 1983 roku był zastępcą dyrektora ds. naukowo-badawczych Instytutu Podstaw Elektroniki PW oraz równocześnie kierownikiem Zakładu Układów i Aparatury Mikrofalowej w tym samym instytucie. Od 1983 do końca 1984 roku pracował w University of Manitoba, Winnipeg, Manitoba, Kanada, prowadząc zajęcia dydaktyczne oraz prace naukowe w dziedzinie anten mikrofalowych.
Po powrocie do Polski kierował Zakładem Układów i Aparatury Mikrofalowej. Funkcję tę pełnił do 2012 roku. W 1987 roku został powtórnie mianowany zastępcą dyrektora ds. naukowo-badawczych, a od grudnia 1990 roku dyrektorem Instytutu Podstaw Elektroniki. Stanowisko dyrektora Instytutu Podstaw Elektroniki, a od 1997 r. Instytutu Systemów Elektronicznych, pełnił do 2005 roku. Tytuł profesora uzyskał w 1992, a od 1997 roku jest profesorem zwyczajnym Politechniki Warszawskiej.
Jego działalność zawodowa jest związana z Politechniką Warszawską. Prowadzi, bądź prowadził wykłady na Wydziale Elektroniki i Technik Informacyjnych, Wydziale Fizyki Teoretycznej i Matematyki Stosowanej oraz na Wydziale Mechaniczno-Energetyczno-Lotniczym. Jest członkiem Sekcji Sygnałów, Układów i Systemów Elektronicznych oraz Sekcji Mikrofal Komitetu Elektroniki i Telekomunikacji Polskiej Akademii Nauk, członkiem w stopniu Fellow organizacji IEEE (Institute of Electrical and Electronics Engineers).
Dziedzina jego działalności naukowo-badawczej to teoria i technika mikrofalowa, a w szczególności komputerowe metody projektowania obwodów mikrofalowych, elektronika mikrofalowa i monolityczne mikrofalowe układy scalone – projektowanie i pomiary.
Jest autorem:
- 10 książek i monografii, w tym trzech wydanych w USA,
- 9 skryptów i podręczników akademickich oraz
- przeszło 100 publikacji naukowych.

Wypromował 6 doktorów nauk technicznych.
Laureat wielu nagród i wyróżnień. Wielokrotnie nagradzany przez Ministra Edukacji Narodowej (1980, 1987, 1993, 1997, 2000) oraz przez Sekretarza Wydziału IV Polskiej Akademii Nauk. Odznaczony Krzyżem Kawalerskim Orderu Odrodzenia Polski, Złotym Krzyżem Zasługi oraz Medalem Komisji Edukacji Narodowej.

## Stanowiska
- Kierownik Zakładu Układów i Aparatury Mikrofalowej Instytutu Systemów Elektronicznych Politechniki Warszawskiej w latach 1979–2012
- Dyrektor Instytutu Systemów Elektronicznych Politechniki Warszawskiej w latach 1990–2005
- Profesor zwyczajny Politechniki Warszawskiej od 1997 r.

## Członkostwa
- Sekcja Sygnałów, Układów i Systemów Elektronicznych Komitetu Elektroniki i Telekomunikacji PAN – członek
- Sekcja Mikrofal Komitetu Elektroniki i Telekomunikacji PAN – członek
- The Institute of Electrical and Electronics Engineers – Fellow

## Działalność pozanaukowa
Teoria i technika mikrofalowa, w szczególności komputerowe metody projektowania obwodów mikrofalowych, elektronika mikrofalowa, monolityczne mikrofalowe układy scalone – projektowanie i pomiary.

## Ważne publikacje
- J.A. Dobrowolski, Microwave Network Design Using the Scattering Matrix, Artech House, Norwood, MA, U.S.A., 2010 (215 stron).
- J.A. Dobrowolski, Układy scalone CMOS na częstotliwości radiowe i mikrofalowe, Akademicka Oficyna Wydawnicza EXIT, Warszawa 2007, (350 stron).
- J.A. Dobrowolski, Technika wielkich częstotliwości, Oficyna Wydawnicza Politechniki Warszawskiej, Warszawa 2001, (340 stron).
- J.A. Dobrowolski, Monolityczne mikrofalowe układy scalone – modelowanie, projektowanie i pomiary, Wydawnictwa Naukowo-Techniczne, Warszawa 1999, (300 stron).
- J.A. Dobrowolski, Technika wielkich częstotliwości - zadania, Wydawnictwa Politechniki Warszawskiej, Warszawa 1996, (110 stron).
- J.A. Dobrowolski, W. Ostrowski, Computer Aided Analysis Modeling and Design of Microwave Networks: The Wave Approach, Artech House, Norwood, MA, U.S.A., 1996, (305 stron).
- J.A. Dobrowolski, Projektowanie mikrofalowych wzmacniaczy z tranzystorami MESFET, Wydawnictwa naukowo-Techniczne, Warszawa, 1991, (218 stron).
- J.A. Dobrowolski, Introduction to Computer Methods for Microwave Circuit Analysis and Design, Artech House, Norwood, MA, U.S.A., 1991, (427 stron).
- J.A. Dobrowolski, Wspomagane komputerem projektowanie obwodów mikrofalowych, Wydawnictwa Komunikacji i Łączności, Warszawa 1987, (301 stron).
- J.A. Dobrowolski, Mikrofale, Wydawnictwa Politechniki Warszawskiej, Warszawa 1991, (269 stron).
- J.A. Dobrowolski, Komputerowa analiza i projektowanie obwodów mikrofalowych, Wydawnictwa Politechniki Warszawskiej, Warszawa 1984, (205 stron).
- J.A. Dobrowolski, Komputerowe metody projektowania obwodów mikrofalowych, Politechnika Warszawska, Prace Naukowe, Elektronika, nr 34, Wydawnictwa Politechniki Warszawskiej, Warszawa 1978, (124 strony).
- J.A. Dobrowolski, Diody Gunna i ich zastosowanie, Rozdział 3.2 w książce Mikrofalowa Elektronika   Ciała   Stałego, Państwowe Wydawnictwa Naukowe, Warszawa 1976, s. 191–224.

## Ordery i o odznaczenia
- Krzyż Kawalerski Orderu Odrodzenia Polski (1999)
- Złoty Krzyż Zasługi (1986)
- Medal Komisji Edukacji Narodowej (2007)
- Medal Zasłużony dla Politechniki Warszawskiej

Źródło:.

## Nagrody
- Nagrody Ministra Edukacji Narodowej za książki i monografie (2000, 1997, 1993, 1987, 1980)
- Nagroda Wydziału IV Nauk Technicznych PAN za pracę naukową (1991)